# Памятники зодчества
«Памятники зодчества» — книжная серия, выпускавшаяся издательством «Стройиздат» в Москве в 1970—1980-х годах. Была посвящена уникальным памятникам русского каменного и деревянного зодчества прошлых веков. Серия была попыткой возродить прервавшуюся в 1960 году научно-популярную серию того же издательства «Сокровища русского зодчества». Книги писались известными учёными-реставраторами, на хорошем научном уровне, с интересными иллюстрациями. Твёрдый переплёт карманного формата делал их удобными в поездках и на экскурсиях. Книги серии выходили редко и не смогли составить того заметного явления среди историко-архитектурных путеводителей, как «Архитектурно-художественные памятники городов СССР» или «Дороги к прекрасному» издательства «Искусство».

## Список книг серии по годам

### 1970
- Ополовников А. В. Кижи. — М.: Стройиздат, 1970. — 177 с.

### 1976
- Ополовников А. В. Кижи. — Изд. 2-е. — М.: Стройиздат, 1976. — 160 с. — 40 000 экз.

### 1977
- Ополовников А. В. Русский Север. — М.: Стройиздат, 1977. — 256 с. — 80 000 экз.

### 1981
- Балдин В. И. Загорск. — М.: Стройиздат, 1981. — 160 с. — 60 000 экз.